# Église Saint-Séverin de Crécy-en-Ponthieu
L'église Saint-Séverin de Crécy-en-Ponthieu est une église catholique située à Crécy-en-Ponthieu, au nord d'Abbeville, dans le département de la Somme, en France.

## Historique
L'édifice a été édifié au XVe siècle mais certains éléments, comme la tour-clocher, remonteraient au XIVe siècle. Le porche a été ajouté au XVIe siècle.
En 1749, l'église subit une importante restauration : voûtes de la nef, des bas-côtés, pavage... En 1897, c'est la tour-clocher qui connu une restauration, la rosace fut surmontée d'une niche, quatre autres niches furent aménagées sur les contreforts. la tournelle d'escalier fut surélevée et surmontée d'une croix de fer au-dessus du toit en poivrière.
L'église a été restaurée dans son ensemble au début du XXe siècle.
Elle fait l'objet d'une inscription au titre des Monuments historiques par arrêté du 24 mai 2023.

## Caractéristiques

### Extérieur
Le bâtiment a été construit en pierre sur le plan d'une croix latine, les soubassements sont faits en damiers de grès et de silex, le toit est recouvert d'ardoises. Il est de style gothique flamboyant ses murs sont renforcés de contreforts.
Le clocher quadrangulaire dont le porche a été muré est surmonté d'une rosace de style flamboyant. Il est flanqué sur le côté gauche d'une tourelle d'escalier abritant une guérite de guetteur. Sur le côté nord de la nef, un porche orné de sculptures a été ajouté au XVIe siècle.
Le clocher est doté de trois cloches, depuis le XIXe siècle, œuvre du fondeur Gorlier de Frévent :
- la petite cloche, Marie-Charlotte a été fondue en 1834 ;
- la moyenne, Séverine-Laure, a été fondue en 1852 ;
- la grosse cloche, Marie-Alexandrine, a été fondue, elle aussi, en 1852[4].

### Intérieur
La nef à bas côtés est formée de quatre travées, elle est prolongée par un transept et un chœur à chevet plat.

#### Mobilier et œuvres d'art
L'intérieur conserve un beau mobilier de chœur de style Louis XIV qui provient de l'ancienne Abbaye Saint-Josse de Dommartin  supprimée à la Révolution française. Quatre tableaux classés monuments historiques au titre d'objets depuis le 27 mai 1959 :
- Moïse sauvé des eaux d'après Nicolas Poussin (XVIIe siècle)[6] ;
- Moïse et le serpent d'airain d'après Charles Le Brun (XVIIe siècle)[7] ;
- Moïse faisant jaillir l'eau du rocher de Sébastien Bourdon ou de son atelier (XVIIe siècle)[8] ;
- Moïse gardant les troupeaux de Jéthro ; le Buisson ardent de Sébastien Bourdon ou son atelier (XVIIe siècle)[9] ;
- Le maître-autel du début du XVIIIe siècle, en bois peint, est attribué à l'atelier de François Cressent. Il est inscrit monument historique au titre d'objet depuis le 14 novembre 1984[10] ;
- Le bas-relief en bois doré du devant du maître-autel. Il représente le portement de croix, il est classé monument historique au titre d'objet depuis le 4 janvier 1915[11] ;
- Christ en croix du XVe siècle, en chêne[12] ;
- statue de la Vierge à l'Enfant du XVIe siècle retravaillée au XXe siècle[13] ;
- tableau et son cadre : Apothéose d'un abbé bénédictin (saint Valéry ou saint Riquier ?)[14] ;
- statue de Sainte Véronique, en bois (XVIIe siècle)[15] ;
- Chaire à prêcher du XVIIe siècle, en bois[16] ; inscrits monuments historiques, au titre objets depuis le 14 novembre 1984.

Les vitraux ont été réalisés au XIXe siècle par un atelier picard. Sous l'arcade du clocher, sont exposés quelques objets dont un christ du XIVe siècle.

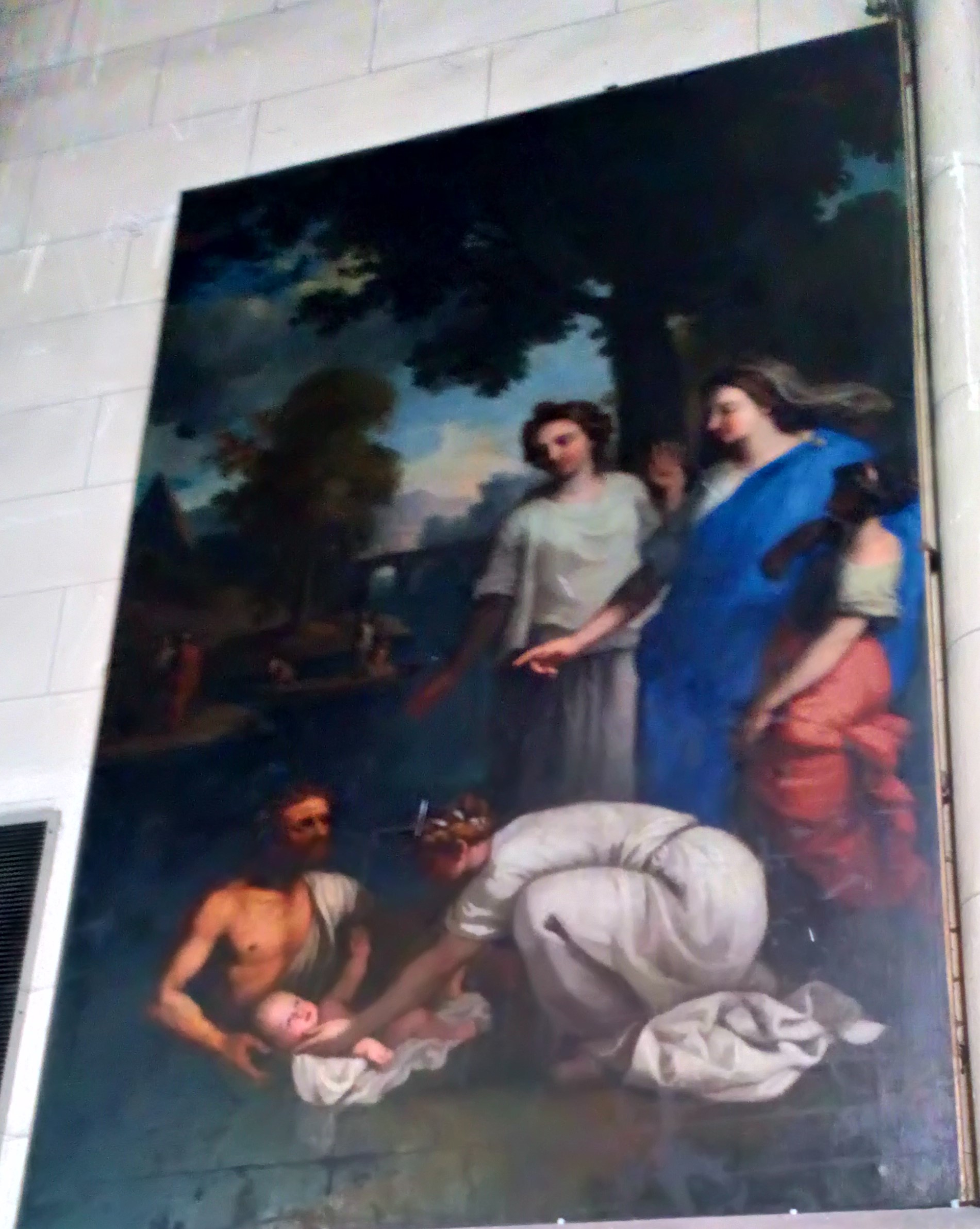
Moïse sauvé des eaux (Exode 2. 1 -8).
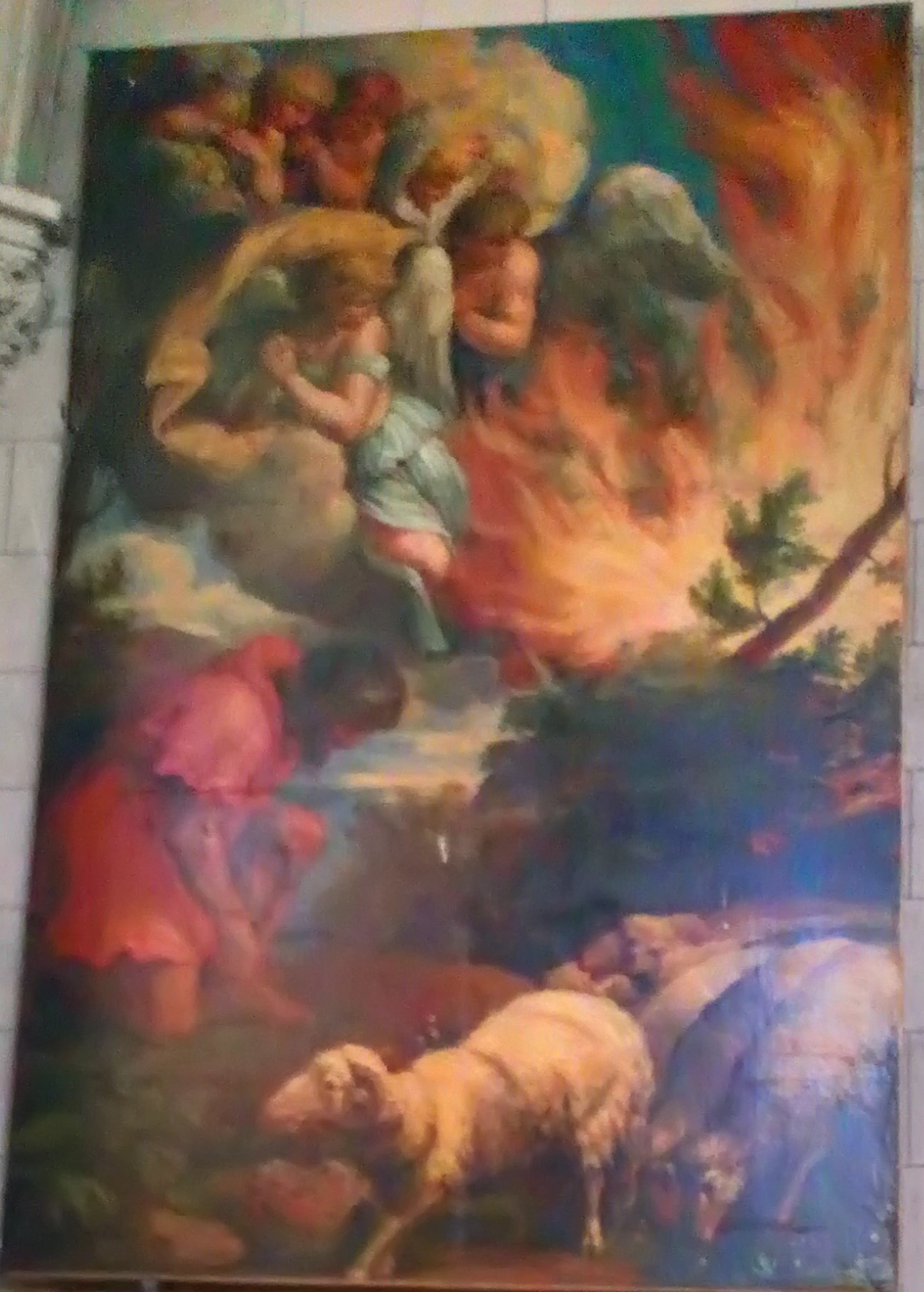
Moïse gardant le troupeau de Jehro (Exode 3 - 1).
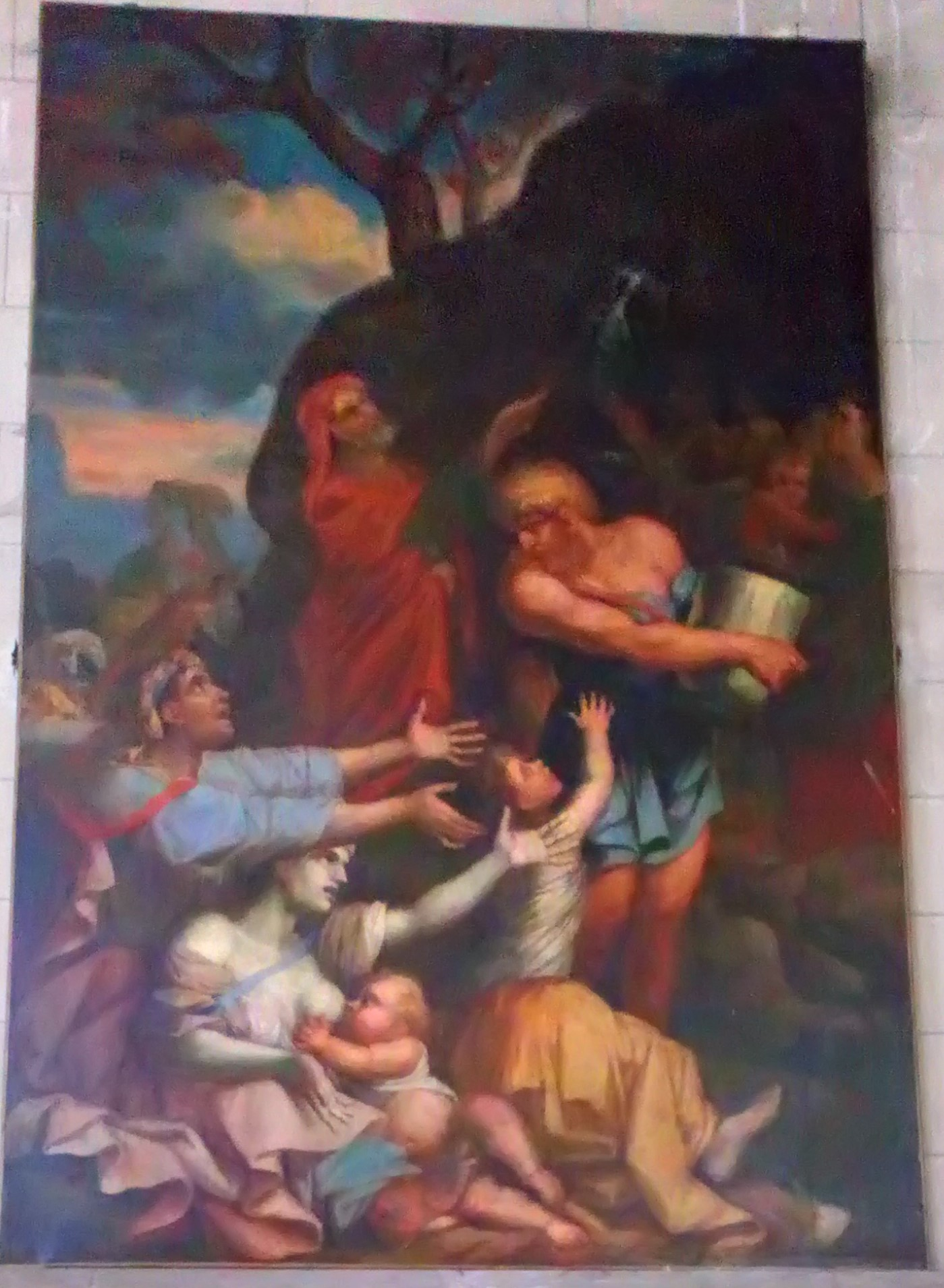
Moïse faisant jaillir l'eau du rocher (Exode 17.1-7).
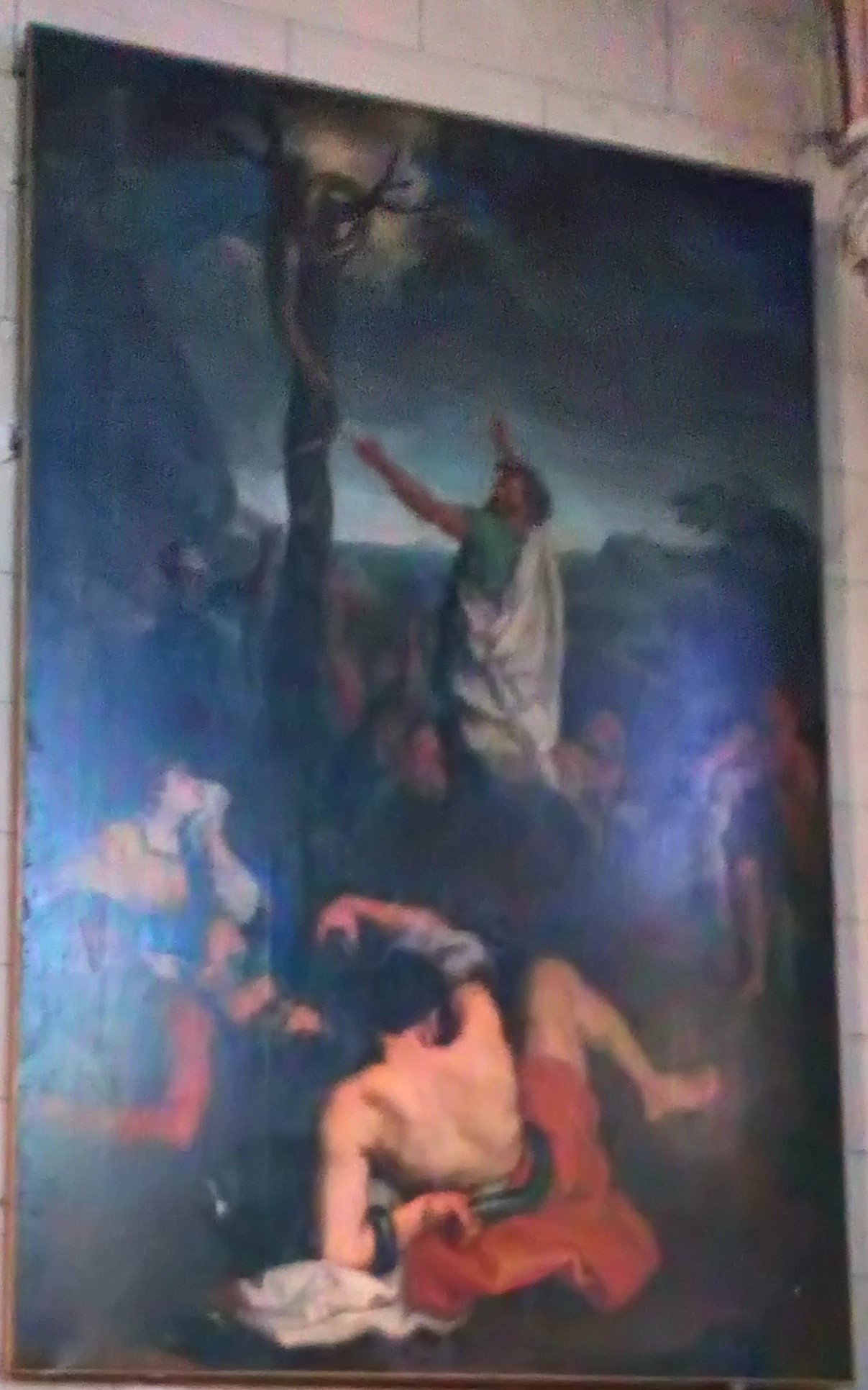
Moïse et le serpent d'airain (Livre des Nombres 21.6-9).

#### Orgues
Les orgues construites en 1899 par le facteur rouennais Narcisse Duputel possèdent une console à deux claviers de 56 notes et un pédalier de 30 notes. Elles sont classées monument historique au titre objet depuis le 14 avril 2005. La transmission se fait par une machine Barker. Les tuyaux sont en étain et le cornet provient de l'orgue de Chambry (1857). Le buffet néogothique en chêne a été exécuté vers 1885 buffet est également classé monument historique.
L'orgue, conservé dans son état d'origine, est classé monument historique au titre d'objet depuis 2005.